# Portulaca africana
Portulaca africana är en portlakväxtart som först beskrevs av Avinoam Danin och H.G.Baker, och fick sitt nu gällande namn av Avinoam Danin. Portulaca africana ingår i släktet portlaker, och familjen portlakväxter. Inga underarter finns listade i Catalogue of Life.